# Straat Fram

Belangrijkste zeestromen in Straat Fram. De West-Spitsbergenstroom (rood) vervoert warm en zout water noordwaarts. De Oost-Groenlandstroom (blauw) stroomt zuidwaarts en transporteert zoetwater (zowel zee-ijs als vloeibaar) vanuit de Noordelijke IJszee

Straat Fram of de Framstraat is een zeestraat tussen de Groenlandzee in de noordelijke Atlantische Oceaan en de Wandelzee in de Noordelijke IJszee. De benaming is afkomstig van het Noorse expeditieschip Fram. Straat Fram is gelegen tussen Spitsbergen en Nordostrundingen in het noordoosten van Groenland. De zeestraat is ongeveer 500 kilometer breed en tot 5669 meter diep (Molloydiepte).
Via Straat Fram verlaten grote hoeveelheden Arctisch zee-ijs -jaarlijks ongeveer 2300 km² plus 1900 km² zoetwater- met de Transpolaire driftstroom de Noordelijke IJszee, waarna het onderdeel wordt van de Oost-Groenlandstroom. Dit debiet is echter onderhevig aan sterke jaarlijkse schommelingen.
Straat Fram heeft een bijzondere betekenis in de ontwikkeling van het klimaat, doordat deze zeestraat met een drempeldiepte van 2200 meter de enige diepwaterverbinding vormt tussen de Noordelijke IJszee en de overige oceanen. Langs deze verbinding voltrekt zich een uitwisseling van de zuurstofrijke watermassa´s.
Terwijl het oostelijk deel van Straat Fram beïnvloed wordt door de instroom van betrekkelijk warm Atlantisch water uit de West-Spitsbergenstroom en daardoor ´s zomers goeddeels ijsvrij blijft, is het westelijk deel met de in noord-zuidrichting stromende Oost-Groenlandstroom jaarrond met ijs bedekt. Deze tegenstroom is sinds de late jaren 1990 met circa 0,5 tot 0,8 graden Celsius opgewarmd, het instromende water met ongeveer 1 graad Celsius.
Sinds 1982 verricht het Duitse Alfred-Wegener-Institut aan boord van de onderzoeksijsbreker Polarstern in de zomer onderzoek in het noordpoolgebied. Het instituut heeft in Straat Fram automatische meetstations geïnstalleerd voor een longitudinale observatie van de stromingsverhoudingen.